# بلومبرج للتكنولوجيا
بلومبرج تكنولوجي Bloomberg Technology، المعروف سابقًا باسم بلومبرج ويست، هو برنامج تلفزيوني أمريكي أنتجه تلفزيون بلومبرج. أطلق آندي لاك، الرئيس التنفيذي (الرئيس التنفيذي) لمجموعة بلومبرج ميديا، بلومبرج ويست في عام 2011.  ركز العرض على موضوعات التكنولوجيا والابتكار والأعمال واستضافته إميلي تشانغ وكوري جونسون.  قبل مجيئه إلى تلفزيون بلومبيرج، كان تشانغ مقدمًا في تلفزيون سي إن إن في بكين. المضيف المشارك كوري جونسون، أدار صندوق تحوط وكتب في وادي السيليكون لقناة سي إن بي سي قبل الانضمام إلى تلفزيون بلومبيرج.

## التصوير
منذ بدايته في عام 2011 تم تسجيل العرض في استوديو بلومبيرج سان فرانسيسكو بيير 3 San Francisco Pier 3 studio    وبث يوميًا في الساعة 6:00 مساءً بتوقيت شرق الولايات المتحدة.  تم تسمية بلومبرج ويست بلومبرج تكنولوجي كجزء من إطلاق بلومبرج تكنولوجي كعلامة تجارية متعددة المنصات" في 5 أكتوبر 2016. 

## بلومبير للتكنولوجيا 2023
في 22 يونيو/ حزيران من عام 2023 ، انعقدت قمة بلومبيرغ للتكنولوجيا في سان فرانسيسكو تحت شعار "نقطة تحول للتكنولوجيا". ركزت القمة على موضوعات، مثل التطور السريع لوسائل التواصل الاجتماعي، ومستقبل تكنولوجيا العملات المشفرة، وقوة وتهديدات خدمات الذكاء الاصطناعي؛ وقد أعرب العديد من خبراء الصناعة عن قلقهم بشأن دور الذكاء الاصطناعي في تعزيز عمليات التجسس.

## انظر ايضا
بلومبيرغ إل بي
برج بلومبيرغ

## روابط خارجية
- Bloomberg Technology